# 長葛市
長葛市（ちょうかつ-し）は中華人民共和国河南省許昌市に位置する県級市。

## 行政区画
- 街道:建設路街道、長興路街道、長社路街道、金橋路街道
- 鎮:和尚橋鎮、坡胡鎮、後河鎮、石固鎮、老城鎮、南席鎮、大周鎮、董村鎮、石象鎮、古橋鎮、増福鎮、仏耳湖鎮